# Музей Ігоря Талькова
Музей Ігоря Талькова( рос. Музей Игоря Талькова) — музей творчості російського поета і виконавця Ігоря Талькова в Москві.

## Історія створення
Приміщення для музею творчості поета і виконавця Ігоря Талькова було виділене директором Міжнародного Фонду Слов'янської Писемності і Культури московським скульптором В'ячеславом Кликовим. Музей розташували в історичній споруді — одноповерхових палатах 17 століття, що належали означеному фонду. Музей був створений 5 березня 1993 року. Вдова поета Тетяна Талькова передала до новоствореного закладу персональні речі поета і виконавця, що зробило музей меморіальним.

## Експозиції
Поет в Росії — більше ніж поет. Так було за царату, так - залишилось. Тому такі важливі в експозиції музею рукописи віршів поета, а також його щоденники. Вони розкажуть про історію змужніння душі музиканта і поета, що рано відійшов у вічність.
Меморіальна частина експозицій нараховує також листи Ігоря Талькова до його матері із армії та з гастролей, дипломи Талькова, виборені на різних конкурсах, серед яких лауреатство Міжнародного музичного конкурсу «Сходинка до Парнасу» (1989 року) та фестивалів «Пісня року» (1989—1991 років.). Серед них також афіші його концертів та театрально-концертні програмки, а також вхідний квиток-пропуск Ігоря Талькова на концерт у Санкт-Петербурзі, де його убили. 
Технічний прогрес увійшов в експозицію музею наявністю родинних фото митця, фото його концертів, документальних кінострічок та кадрів з кінофільмів, де він грав як кіноактор. В фондах музею - і документальні кадри подій жовтня 1991 року, коли поета було убито.
З творчістю поета і виконавця можуть ознайомити також концертні аудіо- та відеозаписи, плакати і календарі, збірки його віршів та книга Ігоря Талькова «Монолог».
Меморіальним музей роблять дитячий баян Талькова, з котрим він опановував музичну грамоту  в дитячій музичній школі міста Щокіно Тульська область, його трудова книжка. Молодий Ігор встиг попрацювати в Республіці Комі, в Абхазії, і музичному Театрі Маргарити Терехової, в групі композитора Давида Тухманова.
Серед театральних костюмів виконавця - стрій офіцера Російської імперії, в якому виступав Ігор Тальков в музичній виставі «Суд». Тут же і останній одяг митця, що був на ньому у трагічний день шостого жовтня 1991 року.